# Felix Söderberg
Carl Felix Söderberg, född 15 mars 1899 i Revsund i Jämtland, död 10 mars 1969 i Frösö församling, var en svensk möbelsnickare, skulptör, målare och tecknare.

## Biografi
Söderberg började först som snickarlärling innan han bestämde sig för att bli konstnär. Han studerade för Aron och Gustaf Sandberg vid Tekniska skolan i Stockholm 1926–1927, och bedrev därefter privata studier för bröderna Sandberg fram till 1929. Därefter företog han ett antal studieresor till Frankrike, Italien, Schweiz, Österrike och Tyskland. Vid sidan av sin konstnärliga verksamhet var han under många år verksam som möbelsnickare. Separat ställde han ut i bland annat Sundsvall och Östersund. Tillsammans med Vilhelm Berg ställde han ut i Sundsvall 1939 och tillsammans med Björn Werner i Örnsköldsvik 1945. Sedan början av 1940-talet har arbeten av Söderberg sporadiskt förekommit på utställningar arrangerade av Sällskapet för jämtländsk konstkultur och Jämtlands läns konstförenings salonger i Östersund. Som skulptör arbetade han med en rad olika material bland annat gips, trä, sten, brons, stuk, plastellina, terrakotta, silver och tenn. Hans bildkonst består av abstrakta motiv som han fångade spontant utförda i teckning eller måleri.
Han var son till konduktören Per Leonard Söderberg och Beata Simonsson, och från 1934 gift med Eva Kristina Bergström.

## Verk
Bland hans offentliga arbeten märks fontänskulpturen Pojke med fisk för lasarettet i Örnsköldsvik, Karolinermonumentet i brons och granit vid Näskotts kyrka i Jämtland, och ett förslag till torgfontän i Östersund i form av en kvinna som rider på en älg. Bland hans andra noterbara arbeten hör porträttet av fabrikör J. Hägglund i brons, den bisarra karaktärsstudien Hycklaren, samt de nakna kvinnofigurerna Försommar och Modell.